# 21625 Seira
A 21625 Seira (ideiglenes jelöléssel 1999 NN2) a Naprendszer kisbolygóövében található aszteroida. A LINEAR projekt keretében fedezték fel 1999. július 12-én.